# Copestylum nigripes
Copestylum nigripes är en tvåvingeart som först beskrevs av Jacques-Marie-Frangile Bigot 1857.  Copestylum nigripes ingår i släktet Copestylum och familjen blomflugor. Inga underarter finns listade i Catalogue of Life.